# Bass-Inseln
Die Bass-Inseln sind eine untergeordnete Gruppe im Süden der Duff-Inseln des Inselstaats der Salomonen im Pazifik.

## Geographie
Die Gruppe besteht aus drei bzw. vier kleinen Felsinseln (von Nord nach Süd):
- Lua (mit nördlich vorgelagerter sehr kleiner, unbenannter Felsinsel)
- Kaa
- Loreva Island

Alle Inseln sind unbewohnt.

## Geschichte
Auf der handschriftlichen Seekarte von James Wilson, Kapitän des Missionsschiffes Duff der Londoner Missionsgesellschaft (London Missionary Society), von 1799 sind die Bass-Inseln erstmals nachweisbar erwähnt, als Isle de Baſs, mit dem für die gesamte Duff-Inselgruppe geltenden Hinweis Diſcovered September 25, 1797.